# Naturaleza (serie filatélica)
Naturaleza es el nombre de una serie filatélica emitida por la Sociedad Estatal Correos y Telégrafos de España entre los años 2002 y 2009, dedicada a los principales espacios naturales de la geografía española. En total fueron puestos en circulación 14 sellos en 8 fechas de emisión diferentes.

## Descripción
| Fecha de emisión | Nombre del sello (descripción) | Dimensiones (mm) | Valor facial (en €) |
| ---------------- | --- | ---------------- | ------------------- |
| 08.03.2002       | 1) El espacio natural de la Ribeira Sacra en Galicia | 28,8 × 40,9      | 0,75                |
| 08.03.2002       | 2) El parque natural de Cabo de Gata en la provincia de Almería                                                                                                 | 40,9 × 28,8      | 2,10                |
| 17.11.2003       | 1) Una panorámica de los Órganos de Montoro, relieves naturales de crestas puntiagudas, situados en el Maestrazgo (Teruel)                                      | 40,9 × 28,8      | 0,51                |
| 21.10.2004       | 1) Foto aérea de las islas Cíes en la boca de la ría de Vigo | 28,8 × 40,9      | 0,27                |
| 21.10.2004       | 2) Foto aérea del parque natural del Delta del Ebro en la provincia de Tarragona                                                                                | 40,9 × 28,8      | 0,52                |
| 21.10.2004       | 3) Una vista del Parque nacional de la Caldera de Taburiente en la isla de La Palma (Canarias) por su 50.º aniversario                                          | 40,9 × 28,8      | 0,77                |
| 07.09.2005       | 1) La Iglesia de Nuestra Señora de la Asunción en la localidad de El Pont de Suert (Lérida) ante un paisaje del parque nacional de Aigüestortes                 | 40,9 × 28,8      | 0,28                |
| 06.02.2006       | 1) Ilustración alusiva a la desertificación en ocasión del establecimiento por la ONU del año 2006 como Año Internacional de los Desiertos y la Desertificación | 40,9 × 28,8      | 0,29                |
| 19.07.2007       | 1) El parque natural de la Albufera en la provincia de Valencia                                                                                                 | 40,9 × 28,8      | 0,30                |
| 19.07.2007       | 2) El parque natural de las Lagunas de Ruidera en la provincia de Ciudad Real                                                                                   | 40,9 × 28,8      | 0,30                |
| 10.03.2008       | 1) El parque natural de las Hoces del Río Duratón en la provincia de Segovia                                                                                    | 40,9 × 28,8      | 0,31                |
| 10.03.2008       | 2) La comarca de los Montes de Toledo en la provincia homónima                                                                                                  | 40,9 × 28,8      | 0,31                |
| 09.03.2009       | 1) El parque natural del Cañón del Río Lobos en las provincias de Burgos y de Soria                                                                             | 40,9 × 28,8      | 0,43                |
| 09.03.2009       | 2) El parque natural de Izki en la provincia de Álava | 40,9 × 28,8      | 0,43                |